# Kuta Cingkam II
Kuta Cingkam II is een bestuurslaag in het regentschap Aceh Tenggara van de provincie Atjeh, Indonesië. Kuta Cingkam II telt 574 inwoners (volkstelling 2010).